# Neoclytus bruchi
Neoclytus bruchi là một loài bọ cánh cứng trong họ Cerambycidae.